# 19597 Ryanlee
19597 Ryanlee este un asteroid din centura principală de asteroizi.

## Descriere
19597 Ryanlee este un asteroid din centura principală de asteroizi. A fost descoperit pe 14 iulie 1999 la Socorro, New Mexico, în cadrul proiectului LINEAR. Asteroidul prezintă o orbită caracterizată de o semiaxă mare de 2,84 ua, o excentricitate de 0,07 și o înclinație de 2,6° în raport cu ecliptica.